# Angelo Pagano
Angelo Pagano OFMCap. (ur. 15 stycznia 1954 w Asmarze) – urodzony w Erytrei włoski duchowny rzymskokatolicki działający w Etiopii, od 2016 wikariusz apostolski Harar.

## Życiorys
Święcenia kapłańskie otrzymał 25 czerwca 1988 w zakonie kapucynów. Po święceniach wyjechał do Kamerunu i związał się z klasztorem w Shisong, gdzie był najpierw wikariuszem, a następnie proboszczem parafii. W 2003 został przełożonym kameruńskiej wiceprowincji, a w 2009 został gwardianem klasztoru w Jaunde. W 2015 powrócił do kierowania placówką w Shisong.
16 kwietnia 2016 został mianowany wikariuszem apostolskim Harar ze stolicą tytularną Ficus. Sakry biskupiej udzielił mu 29 maja 2016 kard. Berhaneyesus Demerew Souraphiel.